# Flack (serie televisiva)
Flack è una serie televisiva drammatica britannica del 2019, composta da due stagioni di sei episodi ciascuna.

## Trama
Robyn e una dirigente di pubbliche relazioni che vive a Londra, deve capire come tranne in meglio dalle brutte situazioni e riuscire in qualche modo a uscirne indenne.

## Episodi
| Stagione         | Episodi | Prima TV originale | Prima TV italiana |
| ---------------- | ------- | ------------------ | ----------------- |
| Prima stagione   | 6       | 2019               |                   |
| Seconda stagione | 6       | 2020               |                   |

## Personaggi e interpreti

### Principali
- Robyn, interpretata da Anna Paquin
- Caroline, interpretata da Sophie Okonedo
- Ruth, interpretata da Genevieve Angelson
- Eve, interpretata da Lydia Wilson
- Melody, interpretata da Rebecca Benson
- Sam, interpretata da Arinzé Kene
- Tom, interpretato da Marc Warren
- Mark, interpretato da Rufus Jones

### Ospite
- Calvin Cooper, interpretato da Bradley Whitford
- Anthony Henderson, interpretato da Max Beesley
- Dan Porctor, interpretato da Alan Davies
- Allie Gregs, interpretata da Rebecca Root
- Alexa, interpretata da Amanda Abbington
- Brooke Love-Wells, interpretata da Katherine Kelly
- Duncan Paulson, interpretato da Sam Neill
- Gabriel Cloe,interpretato da Daniel Dae Kim